# Twinkle (アイドルグループ)
Twinkle（トゥインクル）は、愛知県名古屋市を拠点に活動していた女性3人組のローカルアイドルグループ。

## 概要
名古屋市内にレッスンスタジオを運営するJ-ACADEMYにより2013年7月結成、同年10月27日初ステージ。2014年2月、姉妹グループのAmar、Angel KidsのメンバーがTwinkleに合流。
2014年4月にはデビューCD「未来へ…」をリリース。
2014年12月、メンバーの脱退等により一時活動休止。残ったメンバーは派生ユニットのTwinkle Angel、Gem☆Star等に分かれて活動。
2015年4月、改めてTwinkleのオーディションを実施、現在の3人で活動を開始。
同年7月にリリースした「トゥインクルジャングル with 鼻（び）〜時にはムーブメントがいくよくるよ〜」（以下「トゥインクルジャングル」）が、H Jungle with t「WOW WAR TONIGHT 〜時には起こせよムーヴメント」のパロディと、今いくよ・くるよをはじめとする芸人リスペクトの歌詞より南波一海や吉田豪が注目。ゆとり教育について歌った2016年10月リリースの「カンバッキュトリ」は南波が「南波一海のアイドル三十六房 R-グランプリ」でシングル部門グランプリに選出。
2017年5月14日には、J-ACADEMYによる運営を終了、フリーとなった。
現体制となってからは主に「トゥインクルジャングル」や「カンバッキュトリ」の楽曲や歌詞が評価されていたが、2018年には「愛踊祭2018・東海エリア代表決定戦」でみごとファイナリストに選出され、東海代表として決勝大会に出場、パフォーマンス面でも評価された。
2019年1月、Rolling Stone Japan企画「吉田豪が選んだ2018年の年間ベスト」で「トゥインクルジャングル」をベスト10に選出。同年2月4日放送TBSラジオ「アフター6ジャンクション」に吉田とともにゲスト出演した。
2022年3月13日、公式Twitterで活動終了を発表。

## メンバー

### 最終メンバー
すべて愛知県出身。
| 名前        | よみ            | ニックネーム | 誕生日                | 担当カラー | 備考 |
| ----------- | --------------- | ------------ | --------------------- | ---------- | --- |
| 山村 彩姫   | やまむら さき   | さきぴょん   | 2005年8月9日（19歳）  | 赤         | 2期生として2014年2月5日加入。山村さくらの姉。 |
| 山村 さくら | やまむら さくら | さっくぅ     | 2006年9月20日（18歳） | 水色       | 2期生として2014年2月5日加入。山村彩姫の妹。 現SKE48のメンバー。                                                                                                  |
| 杉井 美咲   | すぎい みさき   | み〜ちゃん   | 2007年3月31日（18歳） | ピンク     | 3期生として2014年7月25日加入。 高一ミスコン2022グランプリ、女子高生ミスコン2022モデルプレス賞 オーディション番組「OUT OF 48」一般参加者 現＃よーよーよーメンバー |

### 旧メンバー
1期生
- 葉月 (はづき) 2013年7月22日[13] - 2014年1月17日
- 山口 琳世 (やまぐち りんせ) 2013年7月22日[13] - 2014年10月
- 章月姫 (あつき) 2013年7月22日[13] - 2013年9月
- 杉本 希花 (すぎもと まどか) 2013年7月22日[13] - 2014年11月 ※現在ゼストミュージックスクール特待生ユニット「Lily Wings」メンバー
- 大久利 五十鈴 (おおくり いすず) 2013年7月22日[13] - 2014年11月 ※現在→LOVE♡KNiT←メンバー, 元てぃんく♪メンバー

1.5期生
- 坂本 真凛 (さかもと まりん) 2013年7月27日[14] - 2014年2月11日 ※現SKE48のメンバー
- 坂本 真優 (さかもと まゆう) 2013年7月27日[14] - 2014年2月11日 ※元ハニープリンセスメンバー

2期生
- 岩月 らら (いわつき らら) 2014年2月5日[2] - 2014年11月30日 ※元Amarメンバー
- 山田 安里 (やまだ あんり) 2014年2月5日[2] - 2014年11月 ※元Amar, Chu💋めいどメンバー
- 河合 玲奈 (かわい れな) 2014年2月5日[2] - 2014年11月 ※元Amarメンバー
- 高橋 妃夏 (たかはし ひな) 2014年2月5日[2] - 2014年2月
- 森 愛也香 (もり あやか) 2014年2月5日[2] - 2014年10月26日
- 山添 みなみ (やまぞえ みなみ) 2014年2月5日[2] - 2014年10月26日 ※元Amar, Gem☆Star, FAREWELL, MY L.u.v, IRONBUNNYメンバー
- 安藤 愛璃菜 (あんどう えりな) 2014年2月5日[2] - 2014年10月26日 ※元Amar, Gem☆Star, 元NMB48メンバー
- 井上 四季 (いのうえ しき) 2014年2月5日[2] - 2014年10月26日 ※元金星ジュリエッタメンバー
- 坂上 和香奈 (さかがみ わかな) 2014年2月5日[2] - 2014年11月16日
- 井之口 満耶 (いのくち まあや) 2014年2月5日[2] - 2014年11月 ※元かなやまちゃっぴーズ, Chu💋めいどメンバー

3期生
- 射庭 彩華 (いば さいか) 2014年7月25日[15] - 2014年10月26日 ※元アモレカリーナ名古屋メンバー
- 廣瀬 美音 (ひろせ みおん) 2014年7月25日[15] - 2014年10月26日

研修生
- 服部 桜子（はっとり さくらこ）2014年10月[16] - 2014年11月 ※現在RABBIT HUTCHメンバー, 元めろでぃ♡きゃんでぃメンバー

### Twinkle Angel
2014年10月26日で行われたJ-ACADEMY FESTAからTwinkle Angelとなったメンバーは
- 山村 彩姫（やまむら さき）2015年5月まで
- 山村 さくら（やまむら さくら）2015年5月まで
- 森 愛也香（もり あやか）2015年4月まで
- 井上 四季（いのうえ しき）2015年3月まで
- 杉井 美咲（すぎい みさき）2015年5月まで
- 射庭 彩華（いば さいか）2015年4月まで
- 廣瀬 美音（ひろせ みおん）2014年11月まで

2015年5月17日のTwinkle再成からTwinkle Angelとなったメンバーは
- 小森 日菜乃（こもり ひなの）2015年1月から研修生 ※元めろでぃ♡きゃんでぃメンバー, 「花咲ひな」としてチビ☆カンメンバー
- 古田 えれん（ふるた えれん）2015年3月から研修生 ※現在misolla, Culumiメンバー
- 廣瀬 美音 （ひろせみおん）2015年3月から研修生で再加入

2015年9月でTwinkle Angelは解散をいたしました。

## 出演

### テレビ
- カミナリコゾウ（2014年4月、テレビ愛知）
- musicる TV（2018年9月4日、9月25日 - 10月9日、2019年8月13日など、テレビ朝日）

### ラジオ
- アフター6ジャンクション（2019年2月4日、TBSラジオ）

## 作品

### CD

#### シングル
1. 未来へ・・・ （2014年5月21日）
  1. 未来へ・・・
  2. 奇跡
2. からふる☆ぷらねっと （2014年11月19日）
  1. からふる☆ぷらねっと
  2. こどもーど
  3. Change my life
3. トゥインクルジャングル with 鼻（び）〜時にはムーブメントがいくよくるよ〜（2015年7月19日）
  1. トゥインクルジャングル with 鼻（び）〜時にはムーブメントがいくよくるよ〜
  2. トゥインクルジャングル with 鼻（び）〜時にはムーブメントがいくよくるよ〜 (Instrumental)
4. カンバッキュトリ（2016年10月10日）
  1. カンバッキュトリ
  2. こどもーど
  3. カンバッキュトリ (Instrumental)
  4. こどもーど (Instrumental)
5. トノイチ（2018年11月4日）
  1. トノイチ
  2. トノイチ (Instrumental)
6. 花フラワー（2020年2月22日）
  1. 花フラワー
  2. 花フラワー (Instrumental)
7. デッドリフトは蜜の味必須アミノ酸 〜細胞分裂せんのかい〜（2022年3月8日）
  1. デッドリフトは蜜の味必須アミノ酸 〜細胞分裂せんのかい〜
  2. デッドリフトは蜜の味必須アミノ酸 〜細胞分裂せんのかい〜 (Instrumental)

### アルバム
1. とぅいんくる♡もーど（2019年1月26日）
  1. こどもーど
  2. トゥインクルジャングル with 鼻（び）〜時にはムーブメントがいくよくるよ〜 2018 Re-recorded ver.
  3. カンバッキュトリ
  4. こどもーど -Remix-
  5. こどもーど (Instrumental)
  6. トゥインクルジャングル with 鼻（び）〜時にはムーブメントがいくよくるよ〜 2018 Re-recorded ver. (Instrumental)
  7. カンバッキュトリ (Instrumental)
  8. こどもーど -Remix- (Instrumental)
2. コンピレーションアルバム【新天使革命】Type-B（2019年5月29日）
  1. GMU★Rock'n'roll /  GMU グルメミュージックユニット(青森県)
  2. キンセンカ( piano emo Ver ) / cana÷biss(新潟県)
  3. 赤いハイヒール / 二木蒼生(埼玉県)
  4. 同じ時を、同じ夢を / ポニカロード(神奈川県)
  5. さくら咲け / FUJI SAKURA塾(山梨県)
  6. nu / Twinkle(愛知県)
  7. ミラクル☆JUMP / リリシック学園(大阪府)
  8. トキメキダイバー / Re:Jewel(鳥取県)
  9. POP IN♪キミと楽園 / えくれあエクレット(山口県)
  10. レジスタンスガール /  -SPATIO-(大分県)
  11. キセキノサキヘ / MONECCO5(熊本県)